# Challenger de Tigre
Il Challenger de Tigre, noto anche come  Dove Men+Care Legión Sudamericana Challenger de Tigre per motivi di sponsorizzazione, è un torneo professionistico di tennis maschile, che fa parte dell'ATP Challenger Tour. La prima edizione è stata giocata dal 3 al 9 gennaio 2022 sui campi in terra rossa del Club Náutico Hacoaj di Tigre, città argentina in provincia di Buenos Aires. È inoltre uno dei tornei del circuito Legión Sudamericana per aiutare lo sviluppo professionale dei tennisti sudamericani.

## Albo d'oro

### Singolare
| Anno     | Campione                      | Finalista           | Punteggio     |
| -------- | ----------------------------- | ------------------- | ------------- |
| 2025     | Juan Pablo Varillas           | Daniel Vallejo      | 6–4, 6–4      |
| 2024     | Non disputato                 | Non disputato       | Non disputato |
| 2023 (2) | Juan Manuel Cerúndolo (2)     | Jesper de Jong      | 6–3, 2–6, 6–2 |
| 2023     | Juan Manuel Cerúndolo (1)     | Murkel Dellien      | 4–6, 6–4, 6–2 |
| 2022 (2) | Camilo Ugo Carabelli          | Andrea Collarini    | 7–5, 6–2      |
| 2022     | Santiago Fa Rodríguez Taverna | Facundo Díaz Acosta | 6–4, 6–2      |

### Doppio
| Anno     | Campione                                | Finalista                                  | Punteggio        |
| -------- | --------------------------------------- | ------------------------------------------ | ---------------- |
| 2025     | Mariano Kestelboim Gonzalo Villanueva   | Luís Britto Franco Roncadelli              | 6–2, 7–5         |
| 2024     | Non disputato                           | Non disputato                              | Non disputato    |
| 2023 (2) | Daniel Dutra da Silva Oleg Prihodko     | Chung Yun-seong Christian Langmo           | 6–2, 6–2         |
| 2023     | Guido Andreozzi Ignacio Carou           | Leonardo Aboian Ignacio Monzón             | 5–7, 6–4, [10–5] |
| 2022 (2) | Guillermo Durán Felipe Meligeni Alves   | Luciano Darderi Juan Bautista Torres       | 3–6, 6–4, [10–3] |
| 2022     | Conner Huertas del Pino Mats Rosenkranz | Matías Franco Descotte Facundo Díaz Acosta | 5–6 rit.         |